# Sur le bord de la rivière Piedra, je me suis assise et j'ai pleuré
Sur le bord de la rivière Piedra, je me suis assise et j'ai pleuré est un roman écrit par l'auteur brésilien Paulo Coelho.

## Résumé
Pilar, une jeune femme indépendante, lassée de la vie à l'université et en quête d'un sens à sa vie, voit sa vie se transformer avec la rencontre d'un ami d'enfance qui est devenu un leader spirituel dont la rumeur dit qu'il serait également guérisseur et capable de produire des miracles. Ils partent tous deux pour les Pyrénées à la recherche de la divinité et de leur propre vérité.